# Michaił Łarionow
Michaił Łarionow (ur. 3 czerwca 1881 w Tyraspolu, zm. 10 maja 1964 w Fontenay-aux-Roses) − rosyjski malarz, grafik, scenograf i ilustrator książek.

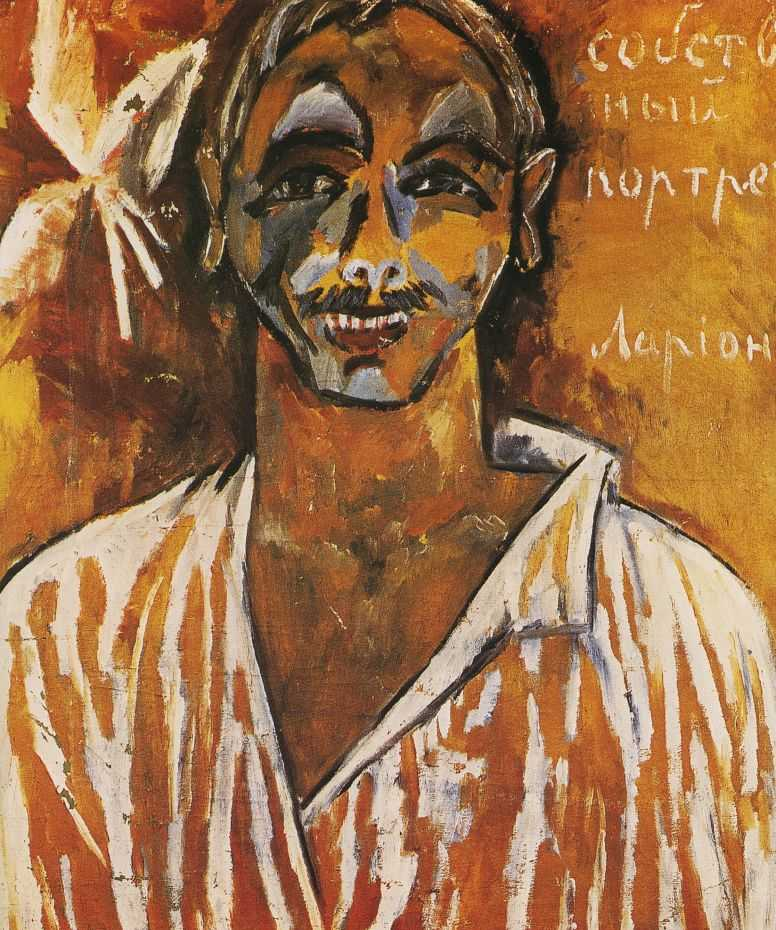
Autoportret z 1910

## Życiorys
W latach 1898–1908 studiował na Akademii Sztuk Pięknych w Moskwie. Uczestnik wystaw Związku Artystów Rosyjskich (1906–1907, 1909–1910), Wianek (1908), Złote Runo (1908–1910), Świat Sztuki (1906, 1911–1913), Związek Młodzieży (1910–1913). Jeden z organizatorów pierwszej wystawy ugrupowania Walet Karowy (1910) oraz wystaw Ośli Ogon (1912), Tarcza (1913), Nr 4. Futuryści, łuczyści, prymityw (1914). Dożywotni członek Salonu Jesiennego w Paryżu (od 1906 roku). Jeden z głównych scenografów Baletów Rosyjskich Siergieja Diagilewa (1914–1929).
Wraz z żoną Natalią Gonczarową, ok. 1912 stworzył nowy kierunek, zwany rajonizmem, w którym przedstawione przedmioty sprawiały wrażenie rozbitych przez promienie światła z wielu źródeł. Łarionow jest również twórcą projektów scenograficznych dla Les Ballets Russes Siergieja Diagilewa. W Paryżu kontynuował pracę jako projektant teatralny i ilustrator książek.